# Kreisgericht Cöslin
Das Kreisgericht Cöslin war ein preußisches Kreisgericht in der damaligen Provinz Pommern mit Sitz in der Stadt Cöslin.

## Geschichte
In Bezirk des Kreisgerichts Cöslin bestanden bis 1849 das königliche Stadtgericht Cöslin sowie viele Patrimonialgerichte.
1849 wurden in Preußen einheitlich Kreisgerichte geschaffen. Hierbei wurde die Patrimonialgerichtsbarkeit abgeschafft und die Patrimonialgerichte wurden aufgehoben. Auch die eingangs genannten Gerichte wurden aufgehoben und es entstand das Königliche Kreisgericht Cöslin im Sprengel des Appellationsgerichts Cöslin. Es war für den größten Teil des Kreises Cammin i. Pom. und einen Teil des Kreises Schlawe zuständig.
Das Gericht war auch Schwurgericht für das Kreisgericht Cöslin, das Kreisgericht Belgard und das Kreisgericht Colberg. Am Gericht waren 1870 ein Direktor und zehn Kreisrichter eingesetzt. 1870 betrug die Zahl der Gerichtseingesessenen 73.083.
Im Rahmen der Reichsjustizgesetze wurde das Gerichtswesen in Deutschland 1879 vereinheitlicht. Damit wurde das Kreisgericht Cöslin aufgehoben und das königlich preußische Amtsgericht Cöslin mit Wirkung zum 1. Oktober 1879 als eines von 12 Amtsgerichten im Bezirk des Landgerichtes Köslin als Nachfolger gebildet.